# Historia de la provincia de Salta

Bandera de la Provincia de Salta.

Salta es una de las 23 provincias que conforman la República Argentina.

## Tiempos prehispánicos
Las evidencias arqueológicas encontradas en Salta y las provincias vecinas inducen a pensar que el ser humano comenzó a poblar la región hace unos 10 000 años, mediante migraciones sucesivas provenientes del Norte. Hacia el siglo XV, poco antes de la llegada de los españoles, el territorio valliserrano y andino estaba habitado por los omaguacas y diaguitas siendo las principales parcialidades de estas etnias los pulares, guachipas, hualfines, amaichás, quilmes, yavis y tolombones. Como poseían una misma lengua en común (el cacán) fueron agrupados bajo el nombre de diaguitas, si bien su autoetnónimo era el de paziocas o pacciocas. 
En la región de la Puna habitaban los lickan-antay de habla cunza, más conocidos en Salta como "atacamas", principalmente los del grupo lipe-chicha, de cultura muy semejante a la diaguita (fue entre los siglos XII y XV que se desarrolló el Señorío de Tastil originado por los atacamas). Hacia 1470-80 todas estas etnias y parcialidades fueron conquistadas y sometidas por los incas procedentes del Perú a través de la Tercera expansión del Imperio incaico, quienes instalaron su principal centro de dominación colonial en Sikuani (o Chicoana, entonces ubicada en la actual La Paya). 
En el Chaco Salteño, en tanto, habitaban y habitan : wichís (llamados a partir de la invasión quechua: "matacos"), chanés, chorotes, chiriguanos e incluso qom'lek (comúnmente llamados por los guaraníes: "tobas"), así como grupos de vilelas, los quechuas difundieron la denominación de “cunco” (“salvaje”) y “chavanco” para el conjunto de etnias de la región chaqueña.

## Época colonial
El primer español en adentrarse en esta zona fue Diego de Almagro, en 1535. Le siguió luego Diego de Rojas en 1542, quien pasó por el sur de la provincia. 
En 1563, el rey de España Felipe II  expidió una Real Cédula determinando los límites jurisdiccionales de la Real Audiencia de Charcas dentro del Virreinato del Perú, incluyendo dentro de ellos a la Gobernación del Tucumán. De este modo se la separó de Chile, separación que se completó en 1564 con el nombramiento de un gobernador para la "provincia del Tucumán, Diaguitas y Juríes", con residencia en la ciudad de Santiago del Estero. El actual territorio salteño quedó incluido en la nueva gobernación.
En 1566 llegaron al actual territorio de Salta tres capitanes, Jerónimo de Olguín, Diego de Heredia y Juan de Barzocana, quienes amotinados contra la autoridad del gobernador Francisco de Aguirre, fundaron una ciudad a la que llamaron Cáceres, sobre la margen izquierda del río Pasaje  (en lo que hoy es el Departamento Anta). La población fue refundada el 15 de agosto de 1567 por Diego de Pacheco rebautizándola Nuestra Señora de Talavera del Esteco, pero poco tiempo después desapareció.
Hernando de Lerma, siguiendo órdenes del virrey del Perú Francisco Álvarez de Toledo, estableció el primer poblado permanente al cual llamó San Felipe de Lerma en el Valle de Salta el 16 de abril de 1582. Según la tradición, Lerma se hizo odioso a los habitantes, motivo por el cual, tras el deceso de este, la población comenzó a ser llamada San Felipe el Real o Ciudad de Salta.
Acta fundacional de la ciudad de Salta:

Otro sí: Su Señoría el dicho Gobernador dijo: que señalaba y señaló, y en nombre de S. M. hacia merced de esta dicha ciudad por término y jurisdicción de ella, desde el asiento de Calahoyo hasta esta ciudad, que es cinco leguas de Talina y 45 de esta ciudad, y otras tantas leguas en circuito por aquella parte; en que se ha de incluir, e incluyen para repartir y encomendar en nombre de S. M. en vecinos de esta ciudad, todos los naturales que están en guerra y rebelados, dentro de los dichos términos, y especialmente los indios de este Valle de Salta, y del Valle de Calchaquí, Tafi, Chicoana, Pulares, Cochinoca, Casavindo, Humahuaca y Jujuy, y los demás que caen dentro de dichos términos y jurisdicción: y por la parte de la Ciudad de Nuestra Señora de Talavera de estas dichas provincias, hasta las Juntas que dicen de los caminos que está 24 leguas de esta Ciudad, y otras tantas leguas en circuito y redonda por aquella parte, como no entren los indios que están de paz y al presente sirven a los vecinos de dicha ciudad de Talabera; y por la de San Miguel de estas dichas Provincias otras 24, en que se han de incluir e incluyen los indios de Choromoro, con que así mismo no se entiendan los indios que están en paz y al presente sirven a la dicha ciudad de San Miguel

En 1592 Juan Ramírez de Velazco fundó Madrid de las Juntas, en la unión de los ríos Pasaje y Piedras, trasladada por el gobernador Alonso de Rivera en 1609 a tres leguas al oeste llamándola Talavera de Madrid. Aunque se popularizó el nombre Esteco en recuerdo de la abandonada Nuestra Señora de Talavera de Esteco de donde provenían muchos de sus habitantes. Esta ciudad fue visitada por San Francisco Solano y estuvo envuelta en leyendas debido al supuesto lujo de sus habitantes. Fue destruida por un terremoto el 13 de septiembre de 1692.
La ciudad fue muy afectada por las Guerras Calchaquíes, en particular por la tercera, en el transcurso de la cual la propia ciudad fue atacada por los indígenas, que estuvieron muy cerca de conquistarla.
Desde el año 1700, Salta pasó a ser la capital de la Gobernación del Tucumán, reemplazando a Santiago del Estero.</ref>
- Alén Lascano, Luis C. (1992). Historia de Santiago del Estero. Plus Ultra. pp. 129-143.</ref> La región formó parte del Virreinato del Perú hasta 1776, cuando la Corona española creó el Virreinato del Río de la Plata. Al subdividirse administrativamente este virreinato, conforme a la Real Ordenanza de Intendentes del 28 de enero de 1782, la actual provincia de Salta quedó ubicada dentro de la Gobernación Intendencia del Tucumán La Real Cédula del 5 de agosto de 1783, suprimió esa Gobernación Intendencia antes de que fuera implementada, con lo cual Salta junto con Catamarca, Santiago del Estero, Jujuy, Tucumán y sectores de la Puna de Atacama, pasaron a integrar la nueva Gobernación Intendencia de Salta del Tucumán, con capital inicialmente en la ciudad de Salta. Mientras el resto del territorio formó la Gobernación Intendencia de Córdoba del Tucumán, con capital en la ciudad de Córdoba

En 1794 se fundó la estratégica ciudad de San Ramón de la Nueva Orán, nexo directo entre las ciudades de Tarija y Salta.
En 1807 por Real Orden Tarija fue incorporada a la Intendencia de Salta del Tucumán en los aspectos militares y eclesiásticos, pero continuaba dependiendo de Potosí en cuanto a lo administrativo al momento de la Revolución de Mayo, hecho que dio lugar al litigio posterior entre la Argentina y Bolivia sobre la posesión de la ciudad y su territorio (Cuestión de Tarija).

## Independencia y luchas civiles
A fines de 1810 el Cabildo de Salta se sumó a la Revolución de Mayo, llegando en 1811 el primer contingente del Ejército del Norte. Entre el 29 de enero y el 10 de marzo de 1812 la ciudad de Salta estuvo ocupada por las fuerzas realistas.
Tras la decisiva batalla de Salta del 20 de febrero de 1813, Manuel Belgrano logró que todo el noroeste argentino quedara libre, aunque se mantuvieron esporádicos ataques realistas desde el Alto Perú hasta 1826.
Por decreto del 8 de octubre de 1814, el director Supremo Gervasio Posadas creó la Provincia de Salta al dividir la Intendencia de Salta del Tucumán, liderada por el general Martín Miguel de Güemes. El artículo segundo del Decreto de Posadas establecía: 

Artículo 2: Las ciudades de Salta, Jujuy, Orán, Tarija y Santa María, formarán desde hoy una provincia del Estado, conservando la misma denominación de Provincia de Salta con que era conocida antes de ser desmembrada, y teniendo por límites las jurisdicciones respectivas de los mismos pueblos que la integran.

Luego de la Revolución de Mayo, Güemes resistió varios intentos de invasión de parte de los realistas comandados por Pedro Antonio Olañeta. Su actuación y la de su ejército conocido como los "Infernales" (Véase: La Guerra Gaucha) fue constante desde 1815 hasta su asesinato durante una emboscada en 1821, esta actividad se continuaba en Tarija mediante las tropas gauchas acaudilladas por Eustaquio Méndez y Manuel Pérez de Uriondo.
Entre el 15 de abril y el 4 de mayo de 1817, la ciudad de Salta estuvo ocupada por las fuerzas españolas del general José de La Serna.
Entre el 31 de mayo y fines de junio de 1820, las fuerzas realistas del general Juan Ramírez Orozco mantuvieron ocupada nuevamente la ciudad de Salta.
Entre el 7 de junio y el 14 de julio de 1821, se produjo la última ocupación de la ciudad de Salta por las tropas españolas de Olañeta, saldándose con la muerte de Güemes.
El Partido de Atacama se hallaba anexado a la jurisdicción de Salta desde 1816, pero al liberarse el Alto Perú del dominio realista, el presidente interino de la Intendencia de Potosí, Guillermo Miller ordenó al subdelegado Luis Alberto Ortega la sumisión a su gobierno. Lo que fue cumplido el 5 de abril de 1825, quedando el partido separado de Salta.
El 26 de agosto de 1826 un golpe de Estado separó a Tarija de Salta y de Argentina, anexándola a Bolivia (facilitó tal hecho la Guerra del Brasil y la lucha de facciones en la Argentina así como el intento de ciertos gobernantes salteños por mantener a Tarija como sufragánea de Salta). El Congreso nacional, por ley del 30 de noviembre de 1826, elevó a Tarija a la categoría de provincia, aunque no volvió ya a territorio argentino.
El 22 de noviembre de 1834, Jujuy se separó de Salta y se transformó en una nueva provincia argentina con el apoyo del gobierno boliviano del mariscal Andrés de Santa Cruz.
Entre 1881 y 1884 existió el proyecto de separar de Salta a los departamentos Orán, Santa Victoria, Iruya, Rivadavia y San Martín para crear el Territorio Nacional de Orán con capital en San Ramón de la Nueva Orán, pero no se llevó a efecto.
Por Ley N° 1.532, del 16 de octubre de 1884, llamada "De Organización de los Territorios Nacionales", se fijaron los límites de los Territorios Nacionales del Chaco y de Formosa, fijando el límite oriental de la Provincia de Salta: "Por el Norte una línea que partiendo de las Barrancas, sobre el río Salado, pasa por la intersección de la línea rumbo sur del Fuerte Belgrano con el Bermejo". 
A fines del siglo XIX el Ejército Argentino lanzó una ofensiva  militar a fin de someter y dominar a las poblaciones de tobas, wichis y chiriguanos que habitaban en La Banda Grande (el Chaco). Como resultado de la misma toda la región chaqueña fue puesta bajo la órbita del Estado Nacional, posteriormente la Provincia se ensanchó hacia el Este. Pero en la ofensiva también fueron muertos millares de indígenas y las tribus sobrevivientes perdieron sus tierras.
Por el tratado del 10 de mayo de 1889 con Bolivia, Argentina renunciaba a su reclamo sobre Tarija y Bolivia, en compensación, cedía la Puna de Atacama —territorio que, por otra parte, había sido incorporado a Salta ya en 1818 por Martín Miguel de Güemes—, que se encontraba en poder de Chile luego de la Guerra del Pacífico (1879-1880). Esta maniobra boliviana le otorgaba a la Argentina un territorio que formó parte del Virreinato del Río de la Plata, pero que de hecho estaba en manos de Chile, buscando forzar una guerra entre Chile y Argentina. Como Chile se negara a entregar los territorios cedidos por Bolivia, se decidió someter la cuestión al arbitraje del diplomático estadounidense William Buchanan, quien en 1899 otorgó a la Argentina el 75% del territorio en disputa y el resto a Chile. Por la Ley N° 3.906 del 9 de enero de 1900 se organizó el Territorio de Los Andes. Por decreto del 12 de mayo de 1900, el Poder Ejecutivo Nacional dividió al Territorio de Los Andes en tres departamentos administrativos: el de "Susques o del Norte", que limitaba al este con la Provincia de Jujuy, cuya cabecera sería el poblado de Susques; el departamento de "Pastos Grandes o del Centro", lindante con la Provincia de Salta y el departamento de "Antofagasta de la Sierra o del Sur", confinando por la Provincia de Catamarca.

## SigloXX
La Provincia de Salta cedió el pequeño departamento de San Antonio de los Cobres (aproximadamente 5.500 km²) por Ley N° 4.059 de 1902 para ser la capital del territorio, formándose con ella un cuarto departamento en el Territorio de los Andes. 
En 1925 la cuña de Yacuiba fue cedida a Bolivia a pesar de estar al sur del paralelo 22 que porta el límite internacional acordado, esto se debió a que Bolivia necesitaba conservar una población en el área del Chaco que era disputada con el Paraguay.
En 1943 el Gobierno Nacional derogó la existencia de la Gobernación de Los Andes, reintegrando San Antonio de Los Cobres a Salta y junto con éste todo el departamento de Pastos Grandes que correspondía al área central de la extinta gobernación, con ambos departamentos fusionados el estado salteño constituyó el actual Departamento Los Andes (Susques pasó a jurisdicción de Jujuy y Antofagasta de la Sierra a Catamarca).
Salta, al igual que el resto del país, soportó la dictadura militar (1976-1983) y la violencia política que le precedió. Desaparecieron o fueron asesinados unos 300 salteños, entre ellos el exgobernador Miguel Ragone. 
El 18 de diciembre de 1979, los gobernadores militares de Salta y de Santiago del Estero, firmaron un Convenio de Límites Interprovinciales en la ciudad de Rosario de la Frontera. Mediante este convenio, que fue aprobado en Salta por la ley provincial N° 5.532, se delimitó completamente la frontera entre ambas provincias. Posteriormente, el gobierno nacional promulgó el decreto-ley N° 22.347 del 2 de diciembre de 1980 aprobando el convenio.
A partir de la reinstauración de la democracia (1983) la provincia ha disfrutado de cierta calma política, mientras provincias vecinas como Tucumán o Catamarca han sufrido constantes y repentinos cambios de gobierno. Los plazos constitucionales se han cumplido y cada cuatro años se renueva la administración. Se han sucedido los siguientes gobernadores:
- 1983-1987 Roberto Romero (PJ)
- 1987-1991 Hernán Cornejo (PJ)
- 1991-1995 Roberto A. Ulloa (PRS)
- 1995-1999 Juan C. Romero  (PJ)

## SigloXXI
En las primeras décadas del siglo XXI se sucedieron en la gobernación:
- 1999-2003 Juan C. Romero (PJ)
- 2003-2007 Juan C. Romero (PJ)
- 2007-2019 Juan Manuel Urtubey (FPV-PRS)
- 2019-2023 Gustavo Sáenz
- 2023-actualidad Gustavo Sáenz (Identidad Salteña)